# Cancha del Carmen
La Cancha del Carmen, también denominada en los años posteriores Cancha El Carmen, fue uno de los principales escenarios del fútbol chileno en la transición del amateurismo al profesionalismo. Se ubicaba en Carmen 900, Santiago, y era propiedad del Cricket Club. Existen registros de encuentros realizados en el recinto que se remontan a 1894. Fue escenario del Intercity disputado en 1907 entre la Asociación de Football de Santiago y la Football Association of Chile de Valparaíso. Sobre su césped se disputaron los primeros Clásicos Universitarios de 1909.

## Historia
Para 1894, los escenarios para practicar el fútbol en Chile eran escasos, y tampoco existía un organismo que regulara la presentación de los equipos, o la disponibilidad de los campos de juego. La Asociación de Football de Santiago recién se formó en 1903 y la Asociación Arturo Prat en 1905. Sin embargo, se jugaba futbol y así lo prueba el encuentro entre Recoleta Football Club y el Club Inglés de Santiago. Al año siguiente, en 1895, la Cancha del Carmen era el principal escenario futbolístico en Santiago. Se llevaron a cabo partidos relevantes para la época como el de Club Atlético Nacional y Santiago Athletic.
Por más de una década, el recinto siguió acaparando encuentros atractivos de las ligas afiliadas, como el disputado entre el English Team y Magallanes en 1907. En esa misma temporada, hubo un desafío que despertó el interés tanto de aficionados habituales como de la socialité, las asociaciones de Santiago y Valparaíso disputaron un Intercity, con resultado favorable para los capitalinos por 4:3 y triunfo en la revancha de los porteños por un marcador desconocido.
En 1909, la noticia de que se disputaría un desafío interuniversitario, primera edición del Clásico Universitario en el amateurismo, nuevamente volcó hacia el fútbol a una multitud que no era habitual en ese entonces. El encuentro finalizó con marcador 3:3. La revancha se jugó en el mismo recinto y favoreció a Universidad Católica F.C por 4:1. En el preliminar, Gimnástico derrotó a National Star por 2:0 en la final de la Copa Unión.